# زبان فانگ
زبان فانگ زبان غالبِ زبان‌های بانتو است که در گابن و گینه استوایی سخن‌گفته می‌شود. این زبان با زبان‌های بولو و اواندو در جنوب کامرون پیوند دارد. زبان فانگ در شمال گابن، جنوب کامرون و سراسر گینهٔ استوایی سخن‌گفته می‌شود. این زبان در کلام موسیقی زنگوالا، که توسط شکیرا در آهنگ واکا واکا (این بار نوبت آفریقاست) نیز خوانده‌شده، بکاررفته‌است.
شماری از جمله‌های پرکاربرد در شمال گابن
- سلام (خطا به یک نفر) = M'bolo
- سلام (خطاب به چند نفر) = M'bolani
- علیک السلام (پاسخ سلام)= Am'bolo; Am'bolani
- چطوری؟ = Y'o num vah?
- پاسخ به چطوری= M'a num vah
- کجا داری می‌روی؟ = Wa kuh vay?
- من دارم به خانه می‌روم = Ma kuh Andah
- من می‌خواهم به مدرسه بروم = Ma ke see-kolo
- من دارم به پیاده‌روی می‌روم = Ma ke ma woolou
- من گرسنه‌ام = Ma woh zeng
- من بیمارم = Ma kwan
- من فرانسوی می‌دانم = Ma wok Flacci
- من فانگ نمی‌دانم = Ma wok ki Fang
- من به فانگ سخن‌نمی‌گویم = Ma kobe ki Fang
- چه چیزی گفتی؟ = Wa dzon ah dzeh?
- من گفتم...= Ma dzon ah...
- گاو مقدس! = A tara dzam!
- من می‌خواهم بخورم = Ma cuma adji
- سپاس = Akiba